# أغوني (لعبة فيديو)
أغوني (بالإنجليزية: Agony)‏، هي لعبة فيديو من نوع رعب البقاء، من تطوير مادمايند ستوديو البولندي، ومن نشر بلاي واي، وتدور القصة حول شخص وقع في الجحيم المشتعل، بحيث يواجه أخطر الشياطين، وكان يتوجب عليه الخروج من المستنقع المحترق وتجاهل المستغيثين للبحث عن حياة أفضل، صدرت اللعبة بتاريخ 29 مايو 2018. 

## المواقع الخارجية
- الموقع الرسمي
- أغوني على موقع IMDb (الإنجليزية)